# Oktjabr'skij rajon (Calmucchia)
L'Oktjabr'skij rajon (in russo Октябрьский район?) è un municipal'nyj rajon della Repubblica autonoma di Calmucchia, nella Russia europea. Istituito il 13 marzo 1977, occupa una superficie di circa 3.686 chilometri quadrati, ha come capoluogo Bol'šoj Caryn e ospita una popolazione di 9.225 abitanti, suddivisi in 12 centri abitati.